# Neoterebra hemphilli
Neoterebra hemphilli é uma espécie de gastrópode do gênero Neoterebra, pertencente a família Terebridae.